# Christina Lampe Önnerud
Maria Christina Lampe Önnerud (4 de febrero de 1967) es una química y farmacéutica sueca, inventora de baterías y empresaria. Es doctora de filosofía en química orgánica. En 2005 fundó la compañía de baterías Boston Power, siendo su dueña hasta 2012. Ella y su marido empezaron la compañía Cloteam y Cadenza que luego, sería miembro del Kungliga ingenjörsvetenskapsakademien desde 2010. Fue escogida como Årets svenska kvinna 2011 por la Asociación Educativa de mujeres suecas.
Christina presentó un episodio del Sveriges espectáculo radiofónico Sommar i P1 el 25 de junio de 2012.